# El mundo es ancho y ajeno
El mundo es ancho y ajeno es una novela del escritor peruano Ciro Alegría, publicada en 1941, considerada como una de las obras representativas de la literatura indigenista o regionalista, y la obra maestra de su autor.
Hasta la fecha cuenta con numerosas ediciones en castellano, para 2009 se estiman más de 80 ediciones, y ha sido traducida a diversos idiomas,  entre ellos el inglés, el francés, el italiano, el alemán y el ruso.
La novela narra los problemas de la comunidad andina de Rumi, liderada por su alcalde Rosendo Maqui, quien enfrenta la codicia del hacendado Álvaro Amenábar y Roldán, el cual finalmente les arrebata sus tierras. «Váyanse a otra parte, el mundo es ancho», dicen los despojadores a los comuneros. Estos buscarán entonces un nuevo lugar donde vivir. Pero si bien es cierto que el mundo es ancho o inmenso, siempre será ajeno o extraño para los comuneros. La experiencia trágica de muchos de ellos que van a ganarse la vida a otros lugares, sufriendo la más cruel explotación, padeciendo enfermedades y hasta la muerte, lo demostrará con creces. Para el hombre andino la comunidad es el único lugar habitable. Este es el mensaje último que nos trasmite la novela.

## Antecedentes y Publicación
Ciro Alegría, que se hallaba en Chile desterrado por la dictadura de su país, se puso a escribir esta obra para presentarla al Concurso Latinoamericano de Novela convocado desde Estados Unidos por la prestigiosa Editorial Farrar & Rinehart de Nueva York y auspiciado por la Unión Panamericana de Washington. Pudo dedicarse tranquilamente a esta labor pues un grupo de amigos acordaron pasarle una subvención mensual. Comenzó a escribir en junio de 1940 y entregó los originales de la novela terminada el día 15 de noviembre, es decir cuatro meses después.
De acuerdo a las bases del concurso serían seleccionadas una novela por cada país latinoamericano, de entre las cuales saldría un ganador. La novela de Ciro fue seleccionada y enviada a Washington. Lo anecdótico fue que participara por Chile, mientras que por el Perú fue seleccionada la novela Panorama hacia el alba, del escritor José Ferrando, un desconocido autor que desplazó a novelas como Yawar Fiesta del entonces joven escritor José María Arguedas.
El 28 de febrero de 1941 le comunicaron a Ciro Alegría su triunfo, invitándosele a ir a Nueva York, con una bolsa de viajes pagada. El premio consistía en 2500 dólares que le fue entregado en un banquete que se le ofreció en el Hotel Waldorf-Astoria, el Día de las Américas, el 14 de abril de ese año.
La novela fue publicada ese año por la Editorial Ercilla de Santiago de Chile. A fines de octubre apareció su traducción al inglés (Broad and alien is the world) que fue ubicado por la prensa en el cuarto lugar de ventas. Esta novela, junto a la demás obra de Alegría tuvieron publicaciones peruanas hasta 1956 debido a los fuertes choques políticos en el país.

## Argumento

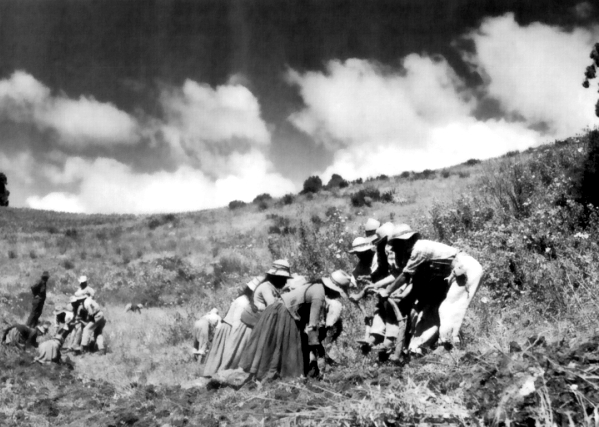
Faena agrícola en la sierra peruana.

El mundo es ancho y ajeno relata la vida de la comunidad de Rumi, ubicada entre las altas montañas de la Cordillera de los Andes, en el departamento de La Libertad (norte del Perú). Los indígenas que integran esa comunidad, encabezados por el alcalde Rosendo Maqui, se defienden de un déspota hacendado, Álvaro Amenábar, quien, amparado por jueces corruptos y testigos falsos, quiere arrebatarle sus tierras para expandir su ya inmensa propiedad. Pero lo que en realidad más apetecía el hacendado era convertir a los comuneros en peones para que laboraran en sus minas y cocales, que precisaban mucha mano de obra.
Debido a ello, la comunidad de Rumi se encuentra permanentemente acechada por el despojo; cuando esto al fin sucede, los comuneros se trasladan a las alturas de Yanañahui, tierras pedregosas y de clima inhóspito, de escasa productividad, pero que al menos les permite mantener viva la comunidad. No obstante, muchos comuneros huyen en busca de un futuro mejor y se emplean en diversas partes del Perú, viviendo experiencias muy duras y hasta fatídicas. Varios capítulos de la obra se dedican a relatar las peripecias de algunos de estos comuneros, como Amadeo Illas, Calixto Páucar, Augusto Maqui, Demetrio Sumallacta, Juan Medrano y Benito Castro.
Empero, las agresiones del hacendado continúan. Los comuneros, guiados por un abogado indigenista, apelan ante la Corte Superior para recuperar sus tierras, pero el expediente del juicio es robado por hombres contratados por Amenábar y termina en la hoguera. Algunos comuneros se unen a la banda del Fiero Vásquez, famoso ladrón, y se vengan a su manera de la gente de Amenábar. Rosendo Maqui es acusado de ladrón de ganado, de incitador de la violencia y de dar refugio a bandidos, entre ellos al Fiero Vásquez. El viejo alcalde es encarcelado y muere en su celda tras ser golpeado por los guardias.
Los años transcurren y una nueva perspectiva para la comunidad se abre con la llegada de Benito Castro, un antiguo residente de Rumi, hijo adoptivo de Rosendo, que retornaba tras 16 años de ausencia. Benito, que ha recorrido el país viendo las injusticias, y que además ha aprendido a leer y escribir, trae las ideas de la modernidad a la comunidad, la cual según su punto de vista debía abandonar supersticiones e ideas anticuadas que constreñían su desarrollo, aunque conservando lo mejor de ella, como era la ayuda comunitaria. Es elegido Alcalde y bajo su dirección, la comunidad, con sede en Yanañahui, resurge y empieza a prosperar.
Sin embargo, ante un segundo juicio de linderos interpuesto por el ambicioso Amenábar, los comuneros, por instigación de Benito, se levantan en armas para evitar el despojo. La sublevación es brutalmente reprimida por la guardia civil, aliada con los caporales de Amenábar. Los comuneros rebeldes son aniquilados uno tras otro cayendo bajo el fuego de la ametralladora. La comunidad desaparece totalmente.

## Escenarios
El caserío de Rumi, comunidad arquetípica de los Andes, se ubica en la sierra del norte del Perú. Está situado entre el arroyo Lombriz (que era el límite con la Hacienda de Umay, propiedad de Álvaro Amenábar) y la quebrada de Rumi (donde partía la acequia que alimentaba de agua al poblado).  Posee tierras muy fértiles donde se cultiva el maíz y el trigo. De otro lado, los guardianes tutelares de la comunidad son el cerro Rumi y el cerro El Alto. Estos cerros agrestes rodean la llanura de Yanañahui frente a la cual está la laguna del mismo nombre.  Dicha pampa solía estar cubierta de agua en invierno, por lo que le hacía inapta para el cultivo; este era solo posible en las faldas de los cerros, pero solo de productos de altura y de baja calidad: quinua, papas…
Pero Rumi, si bien es el principal escenario de los hechos, no es el único. En realidad la novela abarca múltiples escenarios: prácticamente están representadas todas las regiones o altitudes de la agreste y variada geografía del Perú, desde la costa hasta la selva.

## Época
Los sucesos de la novela se desarrollan entre los años 1912 y 1929, aunque en el primer capítulo el autor hace algunas regresiones a las dos últimas décadas del siglo XIX, relatándose algunos episodios de la historia pasada de Rumi. También en capítulos posteriores se interpolan historias pasadas, como la rebelión de Pedro Pablo Atusparia (1885) y la masacre de los indios cashibos, en la selva peruana (1866).
En dicha época estaba en boga el gamonalismo, un sistema de explotación de los campesinos de las haciendas, caracterizado por su productividad y rentabilidad, el derroche de fuerza de trabajo y la exclusión cultural de sus peones agrícolas. Los gamonales ostentaban un apreciable poder local y eran los más firmes propagadores de la tesis de la inferioridad racial del indígena, tachándola de vicios que ellos mismos procuraban mantener, como la ignorancia, el consumo de alcohol y coca. Las comunidades indígenas seguían, sin embargo, subsistiendo pese a que los gamonales hacían todo el esfuerzo por arrebatarles sus tierras y reducir al indio a la condición de siervo.
Por esa época surge también la corriente indigenista que agrupa a intelectuales que procuran la redención del indígena. Se funda en 1909 la Asociación Pro-Indígena, por Pedro Zulen y Dora Mayer de Zulen, que cuestiona al gamonalismo.
Políticamente es la última fase de la llamada República Aristocrática, que dio pase al Oncenio de Augusto B. Leguía (1919-1930), época en la cual se produjeron muchas rebeliones de indígenas con la subsiguiente represión. Una de las razones de esas revueltas fue la Ley de Conscripción Vial, que obligaba a la población a trabajar como peones en las obras viales.

## Personajes
Podemos decir que el personaje principal de la obra es la comunidad de Rumi, cuyos miembros son llamados comuneros. Pero por razones didácticas es necesario individualizar a los personajes y dividirlos en principales y secundarios. Son numerosos y solo mencionaremos a los de mayor relevancia.
Samaniego los divide en tres grandes grupos: los blancos, que son los usurpadores, los gobernantes, los poderosos; los indios, que son los comuneros o poseedores de la tierra, explotados y engañados; y los mestizos o cholos, quienes oscilan entre los blancos y los indios, por lo general al servicio de los primeros.

### Principales
- Rosendo Maqui, es el alcalde de Rumi y padre de 4 hijos y 3 hijas.

- Don Álvaro Amenábar y Roldán, hacendado de Umay, inmensa hacienda que ocupaba buena parte de la provincia.

- Bismarck Ruíz, un tinterillo contratado como «defensor jurídico» de Rumi durante el primer juicio de linderos.

- El Fiero Vásquez, es un bandolero de la región.

- Benito Castro, hijo de un montonero y de una comunera de Rumi, fue fruto de una violación.

### Secundarios

#### Los comuneros y sus amigos
- Pascuala, la esposa de Rosendo.

- Anselmo el tullido, un indio inválido.

- Porfirio Medrano, regidor de Rumi.

- Goyo Auca, regidor de Rumi.

- Clemente Yacu, regidor de Rumi.

- Artidoro Oteíza, regidor de Rumi.

- Ambrosio Luma, regidor de Rumi.

- Artemio Chauqui, era descendiente del viejo Chauqui.

- Abram Maqui, hijo mayor de Rosendo Maqui.

- Evaristo Maqui, hijo menor de Rosendo Maqui.

- Teresa, hija mayor de Rosendo Maqui.
- Juanacha, hija menor de Rosendo Maqui, esposa de Sebastián Poma y madre del pequeño Rosendo Poma.
- Nasha Suro, la adivina o bruja de Rumi.
- Don Gervasio Mestas, el cura del distrito de Uyumi.
- Arturo Correa Zavala, joven abogado, miembro de la Asociación Pro-Indígena.
- El vaquero Inocencio, comunero de Rumi, padre de Tadea.
- Jacinto Prieto, el herrero de Rumi.
- Augusto Maqui, hijo de Abram Maqui y nieto de Rosendo Maqui.
- Marguicha (diminutivo de Marga), es una joven pastora de Rumi, pareja de Augusto Maqui.
- Doroteo Quispe, comunero de Rumi.
- Paula, esposa de Doroteo Quispe.
- Casiana, mujer que al principiar el relato tiene unos 30 años. Es cuñada de Doroteo Quispe y soltera. Se convierte en amante del Fiero Vásquez. Con él tiene un hijo, llamado Fidel Vásquez.

- Valencio, hermano de Paula y Casiana.

- Fidel Vásquez, hijo del Fiero Vásquez y Casiana.

- Eloy Condorumi, comunero de Rumi.

- Jacinto Cahua, comunero de Rumi.

- Mardoqueo, comunero de Rumi.

- Amadeo Illas, comunero de Rumi, cuentista.

- Calixto Páucar, comunero de Rumi.

- Demetrio Sumallacta, joven flautista de Rumi.

- Juan Medrano, comunero de Rumi, hijo del regidor Porfirio Medrano.

- Simona, la esposa de Juan Medrano.

- Adrián Santos, hijo de Amaro Santos, un comunero de Rumi.

- Casimira Luma, llamada familiarmente Cashe o Cashita, es la esposa de Adrián Santos.

#### Los despojadores y sus cómplices
- Doña Leonor, la esposa de Don Álvaro.

- Óscar Amenábar, hijo de don Álvaro Amenábar.

- Ramón Briceño, el jefe de los caporales de don Álvaro.

- Melba Cortez, la amante del tinterillo Bismarck, era apodada «La Costeña».

- Zenobio García, gobernador del distrito vecino de Muncha.

- El Mágico Julio Contreras, era un mercachifle o comerciante.

- Don Roque "El tinterillo" Iñiguez.

#### Otros personajes
- Alemparte, secretario general del Sindicato de mineros de Navilca.
- Alberto, obrero del asiento minero de Navilca.
- El viejo don Sheque, veterano minero.
- El gringo Jack, que trabajaba de mecánico en el asiento minero de Navilca.
- Lorenzo Medina, sindicalista y propietario de una lancha llamada «Porsiaca».
- El italiano Carbonelli.
- El loco Pierolista.
- El estafador Absalón Quíñez, uno de los presos de la cárcel en donde se halla Rosendo.
- Los «tres futres (petimetres o presumidos) raros», mencionados en el capítulo XX: un folklorista, un escritor y un pintor, que discuten sobre las cualidades de la raza india.

## Resumen por capítulos
La obra se divide en 24 capítulos, titulados y numerados con dígitos romanos. Estos se pueden apreciar en la obra.

## Importancia literaria
Según el escritor peruano Mario Vargas Llosa, esta novela constituye «el punto de partida de la literatura narrativa moderna peruana y su autor nuestro primer novelista clásico».
Esta novela es también la primera gran novela peruana de repercusión universal y de enfoque totalizador. Si bien ya existían importantes novelas peruanas, estas no escalaban esas alturas o bien eran intentos fallidos. Aun cuando en otros países de Latinoamérica se tenían notables ejemplos de novelas regionalistas, indigenistas y sociales (como Doña Bárbara, Don Segundo Sombra y Raza de bronce), en el Perú no existía hasta entonces una novela que pudiese compararse a ellas. Varios críticos y tratadistas destacaron los valores esenciales de la obra de Alegría, e incluso algunos como Concha Meléndez lo consideraban como el más alto representante de la literatura del Perú e incluso de Latinoamérica, ya que superaba al resto en la energía épica y el portentoso relieve de sus personajes.
Ésta novela fue la obra maestra de éste escritor peruano, uno de los mayores exponentes de la llamada corriente indigenista, expresión literaria en donde el indio y todo lo que rodea su vida son elementos esenciales de una narrativa literaria que implica una reivindicación histórica y continental.
   Sus obras La Serpiente de oro (1935), Los Perros hambrientos (1938) y  El mundo es ancho y ajeno (1941), son expresión de ésta narrativa que trasciende más allá del costumbrismo y del realismo social.

### Apreciaciones críticas
«Ciro Alegría es, sin duda, el más completo de los recientes narradores peruanos. Los aventaja a todos, por su naturalidad fresca y colorida, por su sabia ingenuidad, por su compenetración espontánea con los grandes problemas sin que ello implique caer en propaganda social o política.» (Luis Alberto Sánchez, 1975).
«…El mundo es ancho y ajeno descuella por su espléndido título y su empeño totalizador, que, a la manera de las grandes novelas realistas decimonónicas, abraza todo el movimiento de una sociedad en un vasto mural narrativo.» (Mario Vargas Llosa)

## Análisis temático

### El conflicto entre el progreso y la tradición
Uno de los temas centrales de la novela es el conflicto entre el progreso y la tradición. En ese sentido, resulta clave el personaje de Benito Castro, nacido en la comunidad de Rumi, pero «acriollado» (occidentalizado) durante sus largas estancias en las ciudades costeras.

### Comunidad versus Estado
El crítico Alonso Rabí Do Carmo, analiza el conflicto Comunidad versus Estado que enfoca la novela.

### Indigenismo y mesticismo
La novela es catalogada dentro del género indigenista. No obstante críticos como Eduardo Urdanivia Bertarelli, en 1978, escribe que el indigenismo de Alegría es singular y muy comprometido con una labor política. Para Urdanivia el indigenismo de Alegría 

implica dos cosas: por un lado, la denuncia veraz y valiente de un injusto orden social que mantiene en la degradación más honda al campesinado serrano, denuncia específica de un régimen agrario lesivo de la dignidad humana, de gobiernos reaccionarios, de instituciones sociales mantenedoras del desorden establecido, de fuerzas armadas como sostén de las oligarquías nacionales de sistemas jurídicos al servicio de la clase dominante.
Eduardo Urdanivia Bertarelli

Y añade el crítico que 

esta denuncia va acompañada de su correspondiente natural, es decir, la lucha, la incitación a la defensa de los más, de las mayorías, de los explotados. La denuncia, es, pues, en Alegría, denuncia combativa, denuncia que quiere destruir para levantar, arrasar para construir un nuevo orden social.

Por otra parte, en la Transculturación narrativa en América Latina (1984), el crítico Ángel Rama discute y analiza la validez del término indigenista. Rama comenta que novelas como El mundo es ancho y ajeno son textos que en realidad transparentan la efervescencia de 

una nueva capa social que se había desarrollado en los pueblos de las provincias y en las ciudades merced a los instrumentos educativos.
Ángel Rama

Esto quiere decir que detrás del indigenismo se expresa un 

mesticismo que sin embargo, no se atreve a revelar su nombre verdadero, lo que destaca la ambigüedad con que actuaba en su coyuntura emergente y los escasos recursos intelectuales que conformaban su equipaje al emprender su ascensión social.

 El diagnóstico de Rama posiciona a la prosa de Alegría en general dentro de una encrucijada, en la que 

la cultura mestiza reclama de hecho la mestización global de la sociedad andina, incluyendo a los remanentes indígenas a quienes exalta pero a quienes propone una aculturación profunda bajo su protectorado.

 Esto explica el final trágico que Rama comenta de todas las novelas del género indigenista.

## Influencia política y social
Como muchas obras de la literatura mundial, El mundo es ancho y ajeno ha tenido una influencia que va más allá del plano estrictamente literario. Con la frase «la comunidad es el único lugar habitable», Alegría expresaba que solo en ella el campesino se sentía feliz y por ello debía protegerse a la comunidad, célula del agro andino. Este deseo es considerado como un logro, ya que el mensaje de la novela fue un importante estímulo para que no se destruyera a las comunidades indígenas o campesinas del Perú, pese a que el denominado «avance de la modernidad» apuntaba a ello.
En 1949, el gobierno peruano intentó mejorar las condiciones de los pobladores de la sierra y de los inmigrantes en Lima, aunque con sentido paternalista, a través de la creación del Ministerio de Trabajo y Asuntos Indígenas y la preparación del Código de Trabajo y el Estatuto del Empleado. También a partir de la década de 1940 se controló la malaria, mal que atacaba a los inmigrantes andinos que bajaban a la costa. No obstante, el éxito de esta campaña radicó en la enseñanza de métodos de prevención.